# Uropterygius versutus
Uropterygius versutus is een  straalvinnige vissensoort uit de familie van murenen (Muraenidae). De wetenschappelijke naam van de soort is voor het eerst geldig gepubliceerd in 1991 door Bussing.
De soort staat op de Rode Lijst van de IUCN als niet bedreigd, beoordelingsjaar 2007.